# Дель Рио, Вивиан
Ви́виан дель Ри́о (исп. Vivian del Rio; р. 1 октября 1966, Москва) —  художница, фотограф, иллюстратор, графический дизайнер. Занимается концептуальной живописью и уличной фотографией.

## Биография
Родилась в 1966 году в Москве. С 1967 по 1974 год периодически жила с родителями на Кубе, в Гаване.
Начинала как «живописец. Как иллюстратор и дизайнер сотрудничала с издательствами Вагриус», «Октопус», «Свой Бизнес», LAN, Wallpaper, «Огонёк», Madame Figaro, Playboy, Publish, «Интерьер & дизайн» и др.
Автор термина «Бессознательная живопись» и одноимённой серии фотографий. Лауреат премии "Серебряная камера" 2014. X-фотограф FUJI
Работы в частных коллекциях, коллекции Калужского музея изобразительных искусств, коллекции МАММ в Москве, коллекции Русского музея в Санкт-Петербурге.
Живёт и работает в Москве. Занимается концептуальной живописью, иллюстрацией, уличной фотографией.

## Образование
- 1989—1991, 1994—1998 — Факультет художественно-технического оформления печатной продукции Московского государственного университета печати по специальности художник-график[1][4].

## Участие в творческих организациях
- Член секции «Книжная графика» Московского Союза художников.
- Секретарь правления Союза фотохудожников России (член союза с 2010)[5][6].

## Выставки
- 2022 — Участница групповой выставки «Великие чародеи живописи-2». Участники и участницы выставки: Павел Боркунов, Ирина Васильева, Юлия Картошкина, Антон Куприянов, Влад Мальцев, Ирина Мартусенко, Михаил Миани, Вивиан Дель Рио, Денис Русаков, Сергей Скутару, Артем Суслов, Никита Ткачук, Вася Хорст. Куратор Авдей Тер-Оганьян. 06 мая 2022 — 13 июня 2022. Галерея «Пересветов переулок». Москва. Пересветов пер., д.4, корп.1, м. «Автозаводская», «Дубровка».
- 2022 — Участница групповой выставки "ФотоТОП 2022. Натюрморт", куратор Олег Арнаутов . Показана серия "Цикл жизни". С 28 апреля 2022. Галерея Классической фотографии. Адрес: Саввинская наб., 23, к.1, Москва, 119435.
- 2021 —  Участница групповой выставки "Частоты 2.0 Живые и неживые антенны". Выставка в рамках Chip Expo 2021 в Сколково совместно галереей «Ходынка» Объединения «Выставочные залы Москвы». Куратор проекта: Елена Ковылина. 7 октября 2021—23 января 2022.  Москва, Ул. Ирины Левченко 2, м. «Октябрьское поле».
- 2021 — Участница групповой выставки «Событие». Галерея ТНК Арт. Куратор Виктор Рибас. Москва, Долгоруковская, 6. с 24 сентября по 24 октября. Представлены фотографии из серий: «Бессознательная живопись»; «Такие люди»; «Красная полощадь. Метаморфозы».
- 2021—Участница групповой выставки «Шарики и Куружочки». XL галерея. Винзавод. Москва. Куратор Авдей Тер-Оганьян. С 6 сентября по 9 октября 2021. Представлены работы из серии «Инфожипопись» (холст, акрил), фотографии из разных серий.
- 2020 — Участница лаборатории и выставки "Зима здесь". Куратор Александр Чернавский. Центр Гиляровского. Музей Москвы. С 25 января 2020 по 2 февраля 2020. Москва, Столешников переулок, д. 9, стр. 5. Представлена серия фоторабот «Пятница вечер».
- 2019 — Персональная Выставка фотографий «Смотреть, чтобы видеть». Куратор Екатерина Кустарева. Екатеринбургский музей изобразительных искусств. С 4 июля 2019 года по 4 августа 2019. Екатеринбург, ул. Воеводина, 5.
- 2019 — Участник лаборатории и выставки «Москвоморфозы». Кураторы Александр Чернавский, Дарья Поцелуева. Центр Гиляровского. Музей Москвы. С 11 июля 2019. Москва, Столешников переулок, д. 9, стр. 5
- 2019 — Персональная Выставка «Такие люди». Куратор Николай Вигилянский. Галерея «Катакомба». Москва, Малый Власьевкий переулок, д. 5, стр. 2. С 14 января 2019 года.
- 2017 — Участник выставки «Современная фотография и тиражная графика». Аукционный дом «Три века». Кураторы: Екатерина Журбина, Иван Бойко. Музей-усадьба Муравьевых-Апостолов. Москва. Улица Старая Басманная, д. 23\9. с 26 ноября 2017 года.
- 2016 — Персональная выставка фотографий Вивиан дель Рио «ДРВДР», организованную в честь её 50-ти летия. Куратор Денис Спиридонов. Центр современного искусства ВИНЗАВОД, Москва, 4-Й Сыромятнический переулок, дом 1, стр. 6, ВИНТАЖНЫЙ ЗАЛ (подъезд 15), с 1 октября 2016.
- 2016 — Участник выставки «Moskauer positionen in Dusseldorf» совместно с Арнольдом Вебером. Куратор Michael Voets. Kulturamt. 40225. Dusseldorf, Himmelgeister Str 107 E
- 2016 — Лауреат премии «Серебряная камера» Московского дома фотографии. Участник одноимённой выставки. Куратор Нина Левитина. Москва. Манеж. Манежная площадь, д. 1
- 2016 — Персональная выставка «Бессознательная живопись» . Куратор Юлия Ворохоб. Центр современного искусства КГФ. Москва, пр-т Вернадского 88. С 6 февраля 2016 г.
- Kulturamt. 40225. Dusseldorf, Himmelgeister Str 107 E2015 — Участник групповой выставки уличной фотографии INNERVISIONS (куратор Андрей Тульнов); Участник и куратор групповой выставки «FOUNDART» (кураторы Вивиан дель Рио, Андрей Тульнов). С 5 марта по 4 апреля * 2015 года. Государственное учреждение культуры "Творческие Мастерские «Центр Современных Искусств». Республика Беларусь, 220040, г. Минск, ул. Некрасова, 3.
- 2015 — Участник и куратор групповой выставки «Foundart». Кураторы: Вивиан дель Рио, Андрей Тульнов. С 15 по 30 января 2015 г. Санкт-Петербург. Библиотека им. Маяковского. Невский проспект, дом 20
- 2015 — Персональная выставка «Гавана+Москва». С 18 января по 22 февраля 2015 года. Российская государственная детская библиотека. 119049, г. Москва, Калужская пл., д. 1 (ст. метро «Октябрьская»)
- 2014 — Участник Третьей Музейной Фотобиеннале современной фотографии. Санкт-Петербург. Русский музей. Мраморный дворец. Декабрь 2014 — февраль 2015
- 2014 — Участник параллельной программы фестиваля уличной фотографии в Майами. Декабрь 2015. Miami Street Photography Festival. Kike San Martin Studios, 2045 NW 1st. Ave, Miami.
- 2014 — Участник выставки «MediaNovation. Опыт № 1/2014» с1 по 9 ноября 2014. Завод «Кристалл», Москва, ул. Самокатная, д. 4.
- 2014 — Персональная выставка «Бессознательная живопись». «UnbewuBte Malerei» С 28 ноября по 12 февраля 2015. Vinogradov Galeri. ChodowieckistraBe 25, 10405, Berlin.
- 2014 — Проект Вивиан дель Рио "Movie"Гавана+Москва", проект-квест «Настоящая цифровая фотография»; Участник групповой выставки уличной фотографии INNERVISIONS 2014 (куратор Андрей Тульнов); Участник и куратор групповой выставки «FOUNDART» (кураторы Вивиан дель Рио, Андрей Тульнов). С 4 по 30 ноября 2014 года. Ведогонь театр (ул. Юности, д.6, Зеленоград, 124482)
- 2014 — Участник Московского фотографического салона 2014. Стенд куратора Натальи Ударцевой. Сентябрь 2014. Галерея классической фотографии. Саввинская набережная, 23 стр. 1
- 2014 — Участник проекта «Зеркало» (Москография. Современная российская фотография). Куратор Закари Гилберт. Байе-Сент-Пол, Канада. 18 сентября — 5 октября 2014. Exposition photo de Zakari Gilbert. Moscographie. Projet ZERKALO (photographie russe contemproraine). Baie-Saint-Paul. 18 septembre 2014 — 5 octobre 2014.
- 2014 — Участник выставки «Изобретение повседневности» Часть II: Стена в рамках параллельной программы МАНИФЕСТА 10. 12.08 — 26.08.2014. Кураторы: Андрей Шабанов, Вик Лащенов. Санкт-Петербург, пр. Мориса Тореза, 32
- 2014 — Презентация альбома «Habana+Москва» и одноимённая выставка фотографий Вивиан дель Рио. Куратор Олег Автомеенков. 2 августа — 8 сентября 2014. Гостиничный комплекс Bridge Resort, г. Сочи, Адлерский район, ул. Фигурная, 45
- 2014 — Участник выставки «СИГНАЛ — ИСКУССТВО НАСТОЯЩЕГО» (SIGNAL — ART OF THE PRESENT). Куратор, Петр Белый; Консультант, Александр Теребенин; Координатор, Лизавета Матвеева. (Curator, Peter Belyi; Advisor, Aleksandr Terebenin; Coordinator, Lizaveta Matveeva). Июль 2014 г. Санкт-Петербург, пр. Кима, 6.
- 2014 — Презентация альбома «Habana+Москва» и одноимённая выставка фотографий Вивиан дель Рио. Куратор Наталья Ударцева. 4 июня 2014. Библиотека-читальня им. И. С. Тургенева. Москва. Бобров переулок, 6, стр. 1
- 2014 — Выставка фотографий Вивиан дель Рио. В рамках Международной выставки потребительской электроники: CONSUMER ELECTRONICS & PHOTO EXPO 2014. Москва. Крокус-экспо. 10-13 апреля 2014. Стенд журнала «Фото&Техника».
- 2014 — Презентация альбома «Habana+Москва» и одноимённая выставка фотографий Вивиан дель Рио. Куратор Наталья Ударцева. 15 марта 2014. Москва. Винзавод. Винтажный зал. 4-й Сыромятнический переулок, д.1
- 2014 — Выставка и презентация альбома «Habana + Москва» в рамках 23 международной книжной ярмарки в Гаване 2014. Los Libros de Russia. Куратор Елена Свердлова. 13 — 23 февраля 2014. Fortaleza de San Carlos de la Caban’a
- 2014 — Участник выставки «Закуска градус крадет». Куратор Алексей Сосна. 10 февраля 2014. Зверевский центр современного искусства.
- 2014 — Участник выставки «Серебряная камера 2013». Куратор Нина Левитина. 28 января — 23 февраля 2014. Москва, Казанский вокзал. Царская башня. Серии «Переходное состояние», «Небольшая прибавка к пенсии», «Кремль. Метаморфозы»
- 2013 — Участник групповой выставки EASTREET — street photography from Eastern Europe. (Уличная фотография из восточной Европы). Кураторы: Joanna Kinowska, Tomasz Kulbowski. С 4.10.2013. Люблин. Польша (Lublin, Poland)
- 2013 — Стенд «Русские книги» ХХ Юбилейного форума представил выставку Вивиан дель Рио «Москва. Метаморфозы». Куратор Александра Шлемина. Львов. С 11 по 15 сентября 2013 г.
- 2013 — «Movie» Москва — Париж"; «Inside, Outside» совместно с Петром Смирновым. В рамках VII Международного Фотопарада в г. Углич. Куратор Наталья Ударцева. Углич. Россия. С 7 по 11 августа 2013 г.
- 2013 — Участник Благотворительной выставки «По имени ГАВ». Куратор Ксения Колосова. Москва, ARTPLAY, 3 строение, 2 этаж
- 2013 —Участник арт-проекта «Что есть женская сущность?», в рамках которого экспонировалась фотоинсталляция Вивиан дель Рио "Movie «Москва — Париж». Куратор Наталья Ударцева. Москва, ЦСИ ВИНЗАВОД, 17-й подъезд2013 — Персональная выставка и мастер-класс по уличной фотографии. С 19 по 25 февраля 2013 года. Куратор Алена Миронова. Галерея «Революция», Иркутск, ул. Карла Маркса, 40.
- 2013 — Участник выставки «Серебряная камера 2012». Куратор Нина Левитина. 28 января — 19 февраля 2013. Москва, Казанский вокзал. Царская башня.
- 2012 — Участник выставки «Художник и книга» 2012. Кузнецкий мост 11. С 17 октября по 1 ноября.
- 2012 — участник выставки в рамках Фестиваля уличной фотографии. С14 по 29 апреля 2012, ФОТОДОК (Центр документальной фотографии при Музее и общественном центре имени Сахарова), г. Москва, ул. Земляной Вал, 57, к. 6, м. Курская .
- 2011 — Персональная выставка фотографий «Бессознательное». Куратор Татьяна Самойлова. Галерея «Арт-Пропаганда». Самара, ул. Куйбышева, 68. С 1 по 8 декабря.
- 2011 — Персональная выставка фотографий «Выход в город». Куратор Марина Макарова. Дом Ученых, Екатеринбург, ул. Розы Люксембург, 56.
- 2010 — Персональная выставка фотографий «Озеленение». Галерея Designboom. Москва, ул. Сретенка, дом 26/1 (18 ноября — 18 декабря 2010 года).
- 2010 — Фотопроект «Пространство Сретенка» в рамках фестиваля Sretenka Design Week с 4 по 12 сентября.
- 2010 — «Та ещё Одесса», Москва, Галерея Международного университета в Москве, 26 марта — 9 апреля 2010 года (совместно с Василием Поповым)[7].
- 2010 — «Видите ли, город», Ростов-на-Дону, галерея «Вата», 29 января — 12 февраля 2010 года (куратор Анастасия Панасюк)[8].
- 2009 — «Москва и москвичи», Москва, Институт «Справедливый мир», 24 сентября — 10 октября 2009 года (совместно с Василием Поповым).
- 2009 — «Городская графика», Москва, Галерея на Солянке, в рамках Первого московского фестиваля вольных издателей, 21-23 августа 2009 года.
- 2009 — «Выставка № 5», Москва, галерея Work&Art, 11 апреля — 15 мая 2009 года. Куратор Янина Урусова.
- 2009 — «Цвет и свет», Москва, галерея «Клуб S», 1-14 марта 2009 года (совместно с Василием Поповым)[9][10][11][12][13].
- 2008 — «Искусство жить в городе», Москва, Фотоцентр на Гоголевском бульваре, 3-12 июня 2008 года.
- 2008 — «Фотосинкрия», Тольятти, клуб «Арт-фото», 29 ноября — 29 декабря 2008 года (коллективная выставка).
- 2007 — «Серебряная камера», Москва, Манеж, 18 декабря 2007 года — 20 января 2008 года (коллективная выставка).
- 2007 — «Подробности», Москва, галерея Work&Art, 7 октября — 18 ноября 2007 года.
- 2006 — «Городские детали», Москва, клуб «Свой круг».
- 2002 — «Ода жизни», Москва (совместно с Ириной Драгунской).

## Цитаты
Дмитрий Спиваков, Ксения Парфёнова, Анна Косарева (авторы фильма «Субъективная Москва. Вивиан дель Рио»):
Работая с фотохудожником Вивиан дель Рио, в жилах которой бродит терпкая кубинская кровь, мы поняли, что об этой чудесной и волшебной женщине можно снять несколько фильмов, написать один роман, две повести и три рассказа. И конечно, — устроить выставки её работ. Лишь за один час, который мы провели вместе, Вивиан стала нам как родной, «поделившись» на время своими глазами, открыв для нас свой мир уличного фотографа.

### Интервью
- «Репортёрам предпочитают очевидцев…» Интервью Дмитрию Бавильскому // Частный Корреспондент. — 7 октября 2010 года.
- Другие интервью и публикации собраны на странице автора: http://viviandelrio.ru/267/

### О Вивиан дель Рио
- Васильев Сергей. Шахматная фотопартия. «Цвет и свет» в «Клубе S». Архивировано 4 августа 2012 года. // Культура. — № 10 (7673). — 12—18 марта 2009 года.
- Васильев Сергей. Цвет и свет // 7я (Семья и школа). — 2009. — № 4.
- Вивиан Дель Рио: Биография. Основные выставки // Performance. — 2009. — № 4 (34). — С. 6.
- Гребенников Максим. «Видите ли, город» Вивиан дель Рио (недоступная ссылка) // Неофициальные новости Ростова-на-Дону. — 30 января 2010 года.
- Драгунская Ирина. «Цвет и свет». Субъективный взгляд // Вестник Европы. — 2009. — Т. XXV. — С. 254.
- Котелевская Вера. На чём стоим // Эксперт Юг. — № 4-5 (93-94). — 8 февраля 2010 года.
- Ласкина Евгения. «Цвет и Свет». Фотовыставка Вивиан дель Рио и Василия Попова // Casual. — 1 марта 2009 года.
- Рылёв Константин. Алхимия цвета // Частный Корреспондент. — 16 марта 2009 года.
- «Та ещё Одесса» удивляет Москву (недоступная ссылка) // Easy House. — 16 мая 2010 года.
- Антон Бизяев. Выставка Вивиан дель Рио (недоступная ссылка) // Афиша. — 16 апреля 2009 года.